# Часовня (Ленинградская область)
Часовня — деревня в Самойловском сельском поселении Бокситогорского района Ленинградской области.

## История
Деревня Часовня упоминается в переписи 1710 года в Никольском «на Волоку Кославле» погосте Заонежской половины Обонежской пятины.

ЧАСОВНЯ 1-Я — деревня Черкасогорского общества, прихода Волокославского погоста. 

Крестьянских дворов — 22. Строений — 58, в том числе жилых — 24. Жители занимаются рубкой, возкой и сплавом леса. 

Число жителей по семейным спискам 1879 г.: 51 м. п., 67 ж. п.; по приходским сведениям 1879 г.: 51 м. п., 58 ж. п.

В конце XIX — начале XX века деревня административно относилась к Анисимовской волости 5-го земского участка 3-го стана Тихвинского уезда Новгородской губернии.

ЧАСОВНЯ ПЕРВАЯ — деревня Чекасогорского общества, число дворов — 26, число домов — 39, число жителей: 76 м. п., 70 ж. п.; Занятия жителей: земледелие, лесные заработки. Река Чагодоща. Хлебозапасный магазин. (1910 год)

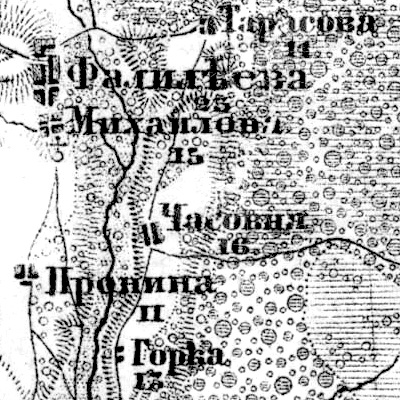
Деревня Часовня на карте 1917 года

Согласно карте Новгородской губернии 1917 года, деревня состояла из 16 крестьянских дворов.
С 1917 по 1918 год деревня входила в состав Анисимовской волости Тихвинского уезда Новгородской губернии.
С 1918 года, в составе Череповецкой губернии.
С 1927 года, в составе Михайловского сельсовета Пикалёвского района.
В 1928 году население деревни составляло 188 человек.
С 1932 года, в составе Ефимовского района.
По данным 1933 года деревня Часовня входила в состав Михайловского сельсовета Ефимовского района Ленинградской области.
С 1952 года, в составе Бокситогорского района.
С 1954 года, в составе Анисимовского сельсовета.
С 1963 года, вновь в составе Ефимовского района.
С 1965 года вновь в составе Бокситогорского района. В 1965 году население деревни составляло 29 человек.
По данным 1966, 1973 и 1990 годов деревня Часовня также входила в состав Анисимовского сельсовета Бокситогорского района.
В 1997 году в деревне Часовня Анисимовской волости проживали 3 человека, в 2002 году — постоянного населения не было.
В 2007 году в деревне Часовня Анисимовского СП проживал 1 человек, в 2010 году — 3.
В 2014 году Анисимовское сельское поселение вошло в состав Самойловского сельского поселения Бокситогорского района.

## География
Деревня расположена в юго-западной части района близ автодороги 41К-034 (Пикалёво — Колбеки).
Расстояние до деревни Анисимово — 5 км.
Расстояние до ближайшей железнодорожной станции Пикалёво — 20 км. 
Деревня находится на левом берегу реки Чагода.

## Демография
| 1997 | 2002 | 2007 | 2010 | 2017 |
| ---- | ---- | ---- | ---- | ---- |
| 3    | ↘0   | ↗1   | ↗3   | ↗15  |